# Skånska gruppen

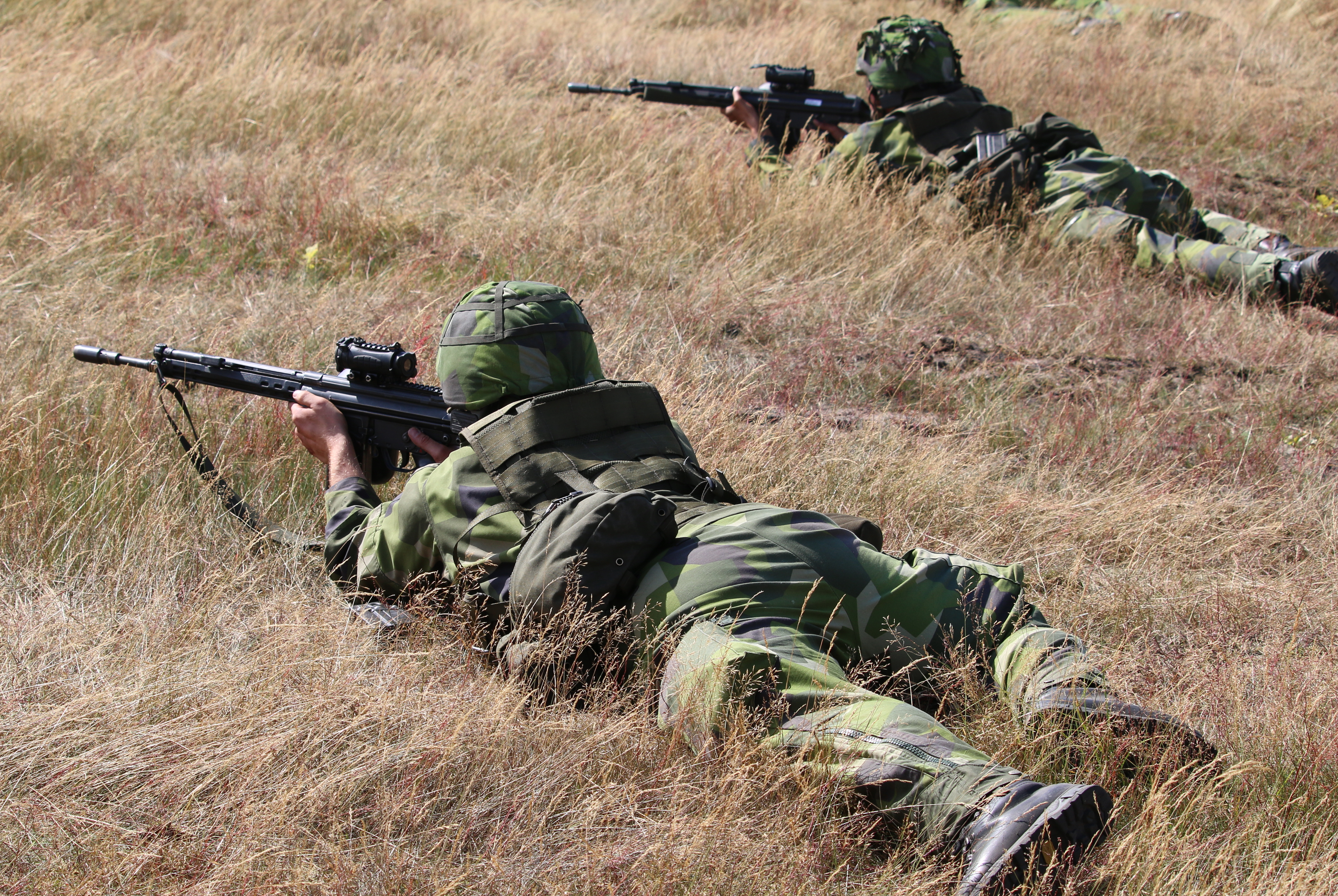
Soldater ur 462. hemvärnsinsatskompaniet.

Skånska gruppen (SKG) är en svensk militärregiongrupp inom Hemvärnet som verkat i olika former sedan 1998. Förbandsledningen är förlagd i Revinge garnison i Revingehed.

## Historia
Inför försvarsbeslutet 1996 föreslog regeringen till riksdagen att antalet försvarsområdesstaber skulle reduceras, detta bland annat med hänvisning till den då pågående översynen av länsindelningarna där bland annat Malmöhus län och Kristianstads län den 1 januari 1998 bildade Skåne län. Inom Södra militärområdet innebar det att tre försvarsområdesstaber skulle avvecklas senast den 31 december 1997. De tre staber som föreslogs för avveckling återfanns i Kalmar, Växjö och Ystad. Gällande staben i Ystad föreslogs den tillsammans med staben i Hässleholm att bilda ett gemensamt försvarsområde. Därmed avvecklades Södra skånska regementet den 31 december 1997 och från den 1 januari 1998 kom Malmö försvarsområde (Fo 11) att integreras i Kristianstads försvarsområde (Fo 14), som antog namnet Skånes försvarsområde (Fo 14), detta då försvarsområdena skulle följa den geografiska länsindelningen. Som stöd till hemvärn och frivilligverksamheten inom före detta Malmöhus län och före detta Malmö försvarsområde bildades försvarsområdesgruppen Södra skånska gruppen.
Som ett led i försvarsbeslutet 2000 avvecklades försvars- och militärområdena den 30 juni 2000 och från och med den 1 juli 2000 organiserades i dess ställe militärdistrikt. Därmed avvecklades bland annat Skånes försvarsområde (Fo 14). De nya militärdistrikten motsvarade geografiskt sett de gamla militärområdena. Den stora skillnaden var att militärdistrikten var den lägsta nivån där chefen var territoriellt ansvarig. Inom militärdistrikten organiserades militärdistriktsgrupper, i regel en för varje län. I Skåne län organiserades den 1 juli 2000 Skånska dragongruppen och Södra skånska gruppen som militärdistriktsgrupper, vilka i sin tur underställdes Södra militärdistriktet (MD S). Södra skånska gruppen var dock sedan 1998 organiserad som en försvarsområdesgrupp inom Skånes försvarsområde, därav tillkom endast Skånska dragongruppen som ny förbandsenhet inom länet.
Inför försvarsbeslutet 2004 föreslog regeringen för riksdagen, efter förslag från Försvarsmakten, att reducera antalet militärdistriktsgrupper då det enligt Försvarsmakten skulle organiseras färre men bättre utbildade och uppfyllda hemvärnsförband. Försvarsbeslutet innebar bland annat att Skånska dragongruppen skulle upplösas och avvecklas den 31 december 2004. Från och med 1 januari 2005 övergick verksamheten till en avvecklingsorganisation, fram till att avvecklingen skulle vara slutförd senast den 30 juni 2006. Avvecklingsorganisationen upplöstes i sin tur den 30 juni 2005, då avvecklingen av förbandet var slutförd. Gruppens hemvärnsbataljoner, tillsammans med övriga frivilliga försvarsorganisationer inom nordöstra länet, överfördes den 1 juli 2005 till Södra skånska gruppen som antog det nya namnet Skånska gruppen.
Den 2 juni 2005 presenterade regeringen sin proposition (2004/05:160) gällande en avveckling av militärdistriktsorganisationen. I propositionen hänvisades regeringen till att "I det framtida insatsförsvaret och den beslutade insatsorganisationen finns det inte längre krav på eller behov av regional eller territoriell ledning som motiverar en särskild ledningsorganisation". Därmed ansåg regeringen att militärdistriktsorganisationen kunde avvecklas, något som Försvarsmakten även i en framställan till regeringen den 7 mars 2005 föreslagit. I dess ställe skulle fyra ledningsgrupper för säkerhetstjänst och samverkan inrättas, där ledningsgrupperna lokaliserade till Boden, Stockholm, Göteborg och Malmö. Den 16 november 2005 antog riksdagen regeringens proposition, därmed beslutades att militärdistriktsorganisationen skulle upplösas och avvecklas den 31 december 2005 vilket innebar att militärdistriktsgrupperna omorganiserades till utbildningsgrupper och underställdes ett utbildningsförband. Detta medförde att Skånska gruppen överfördes från Södra militärdistriktet (MD S) till att bli en enhet inom Södra skånska regementet (P 7) från och med den 1 januari 2006.
Den 1 januari 2013 bildades fyra militärregioner, där Södra militärregionen underställdes chefen för Södra skånska regementet, men löd under chefen insatsledningen i Högkvarteret avseende markterritoriell ledning i fred, kris och krig. Chefen för Skånska gruppen var dock fortfarande underställd chefen Södra skånska regementet gällande produktionsledning av hemvärnsförbanden samt insatsledning inom utbildningsgruppens geografiska område. Den 1 januari 2018 delades dock ledningen av Södra skånska regementet och Södra militärregionen genom att en separat chefsbefattning för Södra militärregionen tillsattes. Vidare underställdes staben Södra militärregionen i ledningsfrågor direkt chefen insatsledningen i Högkvarteret. I Försvarsmaktens budgetunderlag till regeringen för 2020 föreslogs att de fyra militärregionala staberna från 1 januari 2020 skulle inrättas som egna organisationsenheter. Cheferna för militärregionstaberna föreslogs i sin tur underställas rikshemvärnschefen avseende produktion av utbildningsgrupper och hemvärnsförband. Detta medförde att utbildningsgrupperna överfördes organisatoriskt från ett utbildningsförband till de fyra militärregionala staberna. I regeringens proposition framhöll dock regeringen att den militära regionala indelningen kunde komma att justeras, det beroende på utfallet av utredningen "Ansvar, ledning och samordning inom civilt försvar" (dir. 2018:79). För Skånska gruppen innebar denna förändring att utbildningsgruppen överfördes från Södra skånska regementet till att bli en enhet inom Södra militärregionen från och med den 1 januari 2020.
För att påvisa anknytningen till militärregionen, lämnades den 1 januari 2023 begreppet utbildningsgrupp till förmån för det nya begreppet militärregionsgrupp för att på ett tydligare sätt anknyta mot enhetens bidrag som ett av militärregionens krigsförband, med uppgifter såväl i fred som i krig.

## Verksamhet
Chefen Skånska gruppen är från den 1 januari 2020 direkt underställd chefen för Södra militärregionen. Skånska gruppens uppgifter är att utbilda, organisera, utveckla och administrera hemvärnsförbanden i Skåne län. Gruppen skall dessutom stödja frivilliga försvarsorganisationer inom vissa områden. Insatser i såväl fred som under kris och krig leds i allmänhet direkt av Södra militärregionen, men Skånska gruppen utgör i sig ett fristående krigsförband med tillhörande krigsförbandsuppgifter inom ramen för chefen militärregion syds ledning.

## Ingående enheter
Skånska gruppen administrerar och utbildar sedan 1 januari 2012 fyra hemvärnsbataljoner: Södra skånska bataljonen (46. hemvärnsbataljonen), Malmöhusbataljonen (47. hemvärnsbataljonen), Skånska dragonbataljonen (48. hemvärnsbataljonen), och Norra skånska bataljonen (49. hemvärnsbataljonen). Bataljonerna förfogar över ett antal olika fordon, bland andra Bandvagn 206, Terrängbil 11, 13 och 20 samt Personbil 8.

### Södra skånska bataljonen
Södra skånska bataljonen eller 46. hemvärnsbataljonen, utgörs av ett antal skyttekompanier samt två musikkårer, Hemvärnets musikkår Ystad och Hemvärnets musikkår Lund. Det huvudsakliga rekryteringsområdet utgörs av mellersta Skåne samt Österlen. Södra skånska bataljonen är traditionsbärare för Skånska dragonregementet (K 6), som var förlagt i bland annat Ystad.
- 46. hemvärnsbataljonstaben och ledningsplutonen
- 461. hemvärnsinsatskompaniet (Insatskompani Björka)
- 462. hemvärnsinsatskompaniet
- 463. hemvärnsbevakningskompaniet
- 464. hemvärnsbevakningskompaniet
- 465. hemvärnsCBRN-plutonen
- 466. hemvärnsmusikkåren (Hemvärnets musikkår Ystad)
- 467. hemvärnsmusikkåren ( Hemvärnets musikkår Lund)

### Malmöhusbataljonen
Malmöhusbataljonen eller 47. hemvärnsbataljonen består av ett antal skyttekompanier, en trafikpluton som har till uppgift att leda och dirigera trafik vid exempelvis större militära transporter, rekognoscera färdvägar med mera samt Hemvärnets musikkår Eslöv. Bataljonen har sydvästra Skåne som huvudsakligt upptagningsområde. Malmöhusbataljonen är traditionsbärare för Kronprinsens husarregemente (K 7) och Skånska luftvärnskåren (Lv 4) som båda var förlagda till Malmö.
- 47. hemvärnsbataljonstaben och ledningsplutonen
- 471. hemvärnsinsatskompaniet
- 472. hemvärnsinsatskompaniet
- 473. hemvärnsbevakningskompani
- 474. hemvärnsmusikkåren (Hemvärnets Musikkår Eslöv)
- 475. hemvärnstrafikplutonen

### Skånska dragonbataljonen
Skånska dragonbataljonen eller 48. hemvärnsbataljonen består, förutom av de sedvanliga skyttekompanierna, av ett hemvärnsunderrättelsekompani vars huvuduppgifter är ytövervakning och spaning och är en spaningsresurs för inhämtning av fakta för beslutsunderlag. I förbandet finns även en hemvärnsmusikkår.
- 48. hemvärnsbataljonstaben och ledningsplutonen
- 481. hemvärnsinsatskompaniet
- 482. hemvärnsinsatskompaniet
- 484. hemvärnsbevakningskompaniet
- 485. hemvärnsunderrättelsekompaniet
- 487. Ängelholms Hemvärnsmusikkår

### Norra skånska bataljonen
Norra skånska bataljonen eller 49. hemvärnsbataljonen utgörs av ett antal skyttekompanier samt en hemvärnsmusikkår. Bataljonens rekryteringsområde omfattar Kristianstad, Hässleholm, Osby, Östra Göinge, Perstorp och Bromölla.
- 49. hemvärnsbataljonstaben och ledningsplutonen
- 491. hemvärnsinsatskompaniet
- 492. hemvärnsinsatskompaniet
- 493. hemvärnsbevakningskompaniet
- 494. hemvärnsgranatkastarplutonen
- 495. musikkåren, Hemvärnets musikkår Kristianstad

## Förläggningar och övningsplatser
När gruppen bildades den 1 januari 1998 lokaliserades förbandsledningen till Revinge garnison, där den är grupperad i Tvedörahuset vid Revinge garnison. Inom garnisonen finns även förbandsledningen för Södra skånska regemente och Militärregion Syd. Gruppen är har dock viss verksamhet utlokaliserad till områden där bataljonerna är verksamma, vilka är till bataljonernas stabsplatser i Berga i Helsingborg, Husie i Malmö samt Rinkaby skjutfält.

## Heraldik och traditioner
Till skillnad mot andra militärdistriktsgrupper som bildades vid samma tid, ärvde inte Södra skånska gruppen några traditioner, utan kom inledningsvis att dela traditioner med Södra skånska brigaden (MekB 7) och från den 1 juli 2000 med Södra skånska regementet (P 7). Sedan 2005 är Skånska gruppen genom Skånska dragonbataljonen arvtagare och traditionsbärare för Skånska dragonregementet (P 2/Fo 14) och Skånska dragonbrigaden (MekB 8). Sedan 1 juli 2012 har traditionsarvet vid utbildningsgrupperna inom Försvarsmakten övertagits av hemvärnsbataljonerna. I regel för hemvärnsbataljoner ett traditionsarv från ett upplöst och avvecklat infanteriförband. Gällande hemvärnsbataljonerna i Stockholm och Skåne så finns det inga sådana förband som ger en naturlig traditionsanknytning. Dock har det i Skåne lösts genom att Södra skånska bataljonen är traditionsbärare för Skånska dragonregementet (K 6) och Malmöhusbataljonen är traditionsbärare för Kronprinsens husarregemente (K 7) och Skånska luftvärnskåren (Lv 4).

## Förbandschefer
- 1998–2000: Överstelöjtnant Kjell Persson
- 2000–2006: Överstelöjtnant Tomas Kryhl
- 2006–2011: Överstelöjtnant Bo Palm
- 2011–2016: Överstelöjtnant Ove Tirud
- 2016–2018: Major Stig Kryhl
- 2018–2020: Major LET Andersson
- 2020–2023: Överstelöjtnant Karl-Johan Nyberg
- 2023–20xx: Överstelöjtnant Daniel Vendel

## Namn, beteckning och förläggningsort
| Södra skånska gruppen | 1998-01-01 | – | 2005-06-30 |
| Skånska gruppen       | 2005-07-01 | – |            |

| okänt | 1998-01-01 | – | 2000-06-30 |
| SSK   | 2000-07-01 | – | 2019-12-31 |
| SKG   | 2020-01-01 | – |            |

| Revinge garnison (F) | 1998-01-01 | – |  |